# ابول (سکه)
ابول یا اوبول (زبان یونانی: linktext&nbsp;ὀβολός) شکلی از پول و وزن در یونان باستان بود. ابول‌ها از زمان‌های اولیه مورد استفاده قرار می‌گرفتند. به گفته پلوتارک آنها در اصل از مس یا برنز بودند که بر حسب وزن معامله می‌شد، در حالی که شش ابول یک درهم یا یک مشت بود، زیرا این تعداد به اندازه‌ای بود که دست می‌توانست بگیرد.